# Supportprozess

Unterstützender Prozess

Der Begriff Unterstützungsprozess oder Supportprozess bezeichnet betriebliche Prozesse, die den Kernprozess unterstützen, aber selbst keinen direkten Kundennutzen erzeugen. Typische unterstützende Prozesse sind beispielsweise Personalwesen (Personalprozess), Buchhaltung, Datenverarbeitung, Instandhaltung, Kantine.

## Merkmale
Ein Merkmal von unterstützenden Prozessen ist, dass sie nur mittelbar zur Wertschöpfung beitragen. Sie könnten deshalb grundsätzlich vom Betrieb ausgelagert werden. Eine Prüfung, ob unterstützende Prozesse von externen Anbietern preiswerter, schneller und hochwertiger erbracht werden können, ist empfohlen (Outsourcing).
Andererseits wird dabei oft die Bedeutung von unterstützenden Prozessen für den Kernprozess und das Gesamtunternehmen unterschätzt. Durch eine Auslagerung geht die Kompetenz entlassener Mitarbeiter unwiderruflich verloren, sie kann durch Externe nicht ersetzt werden. Das gilt insbesondere für Wissen und Erfahrung mit der Unternehmenskultur (Werte, Normen, Führungsstil, interne Beziehungen, Kunden- und Lieferantenbeziehungen), aber auch für technisches Wissen und Erfahrung mit speziellen Produktionsverfahren und -prozessen. Es entstehen auch zusätzliche Schnittstellen- und Kompetenzprobleme. Manche Unternehmen machen solche Auslagerungen dann wieder rückgängig.

## Abgrenzung
Oft wird auch von Support Services (vom englischen wörtlich für „Unterstützungsdienste“) gesprochen, welche die Kernprozesse unterstützen. Die Support Services sind so entworfen, dass sie die Supportprozesse angepasst an die Umgebung des Kerngeschäfts optimal abgearbeitet werden können.
Die Abgrenzung von Supportprozess und Kernprozess ist in der Praxis oft nicht so einfach. Ein Beispiel: Ist die Küche bei einem Airline-Catering-Service ein Kernprozess?
Falls die Qualität des Essens für den Abnehmer im Vordergrund steht, ist die Frage mit „Ja“ zu beantworten. Wie sieht der Fall aus, wenn die zeitgerechte Lieferung im Vordergrund steht?
Ein Cateringunternehmen, das sich in erster Linie als Logistik-Dienstleister begreift, kann in diesem Fall seine Schwerpunktsetzung von der Gastronomie auf die logistische Leistung verlagern und die Küche sogar ausgliedern.
Durch die Ausgliederung eines unterstützenden Prozesses wird dieser für das beauftragte Unternehmen zu einem Kernprozess.
Doch auch wenn der Gedanke an Outsourcing nicht im Vordergrund steht, lohnt es sich für einen Betrieb, seine Supportprozesse als eigenständige Module von den Kernprozessen zu trennen.
Die Prozesse werden so überschaubarer und schlanker und können – gemäß der Konzeption des Business Process Reengineering – Prozessteams zugeordnet werden, was ein one-face-to-customer-Prinzip ermöglicht.
Durch Benchmarking, also dem Vergleich der eigenen Leistung mit dem besten externen Anbieter, kann auch ein Anreiz für interne Optimierung gesetzt werden. Typische Kandidaten für verbesserungswürdige Supportprozesse sind der Druck von Broschüren und Formularen, Gartenpflege oder Reinigungsdienste.
Werden in Organisationen mit mehreren Geschäftseinheiten die Ressourcen für die Erbringung von Support Services zusammengelegt, wird von Shared Services gesprochen. Durch das Pooling der Ressourcen im Supportzentrum können die Services preiswerter erbracht werden.